# Tridesetkotnik
Tridesetkotnik (tudi 30-kotnik ali s tujko triakontagon) je mnogokotnik z 30-timi stranicami in 30-timi notranjimi koti. 

## Splošne značilnosti
Ploščina (p) tridesetkotnika z dolžino stranice a je:
{\displaystyle p={\frac {15}{2}}a^{2}\cot {\frac {\pi }{30}}\!\,.}
Vsota vseh notranjih kotov dvajsetkotnika je enaka 5040º. Notranji kot je 168º, kar pomeni, da je zunanji kot enak 12º.
Simetrijska grupa je diedrska D30 oziroma t{15}. Notranji kot je približno 168º. Tridesetkotnik je konveksen, enakostraničen mnogokotnik, tetiven ter ima izogonalno in izotaksalno obliko. Njegova Coxeter-Dinkinova diagrama sta  in .

## Petriejevi mnogokotniki
Pravilni tridesetkotnik je Petriejev mnogokotnik za mnoge mnogorazsežne politope s simetrijo E8. Če se jih prikaže kot projicirane v poševni ortogonalni projekciji v Coxeterjevi ravnini E8, imajo obliko:
| (421) | t1(421) | t2(421) | (241) | t1(241) |

Tridesetkotnik je tudi Petriejev mnogokotnik za nekatere mnogorazsežne politope s simetrijo H4. Če se jih prikaže v poševni ortogonalni projekciji v Coxeterjevi ravnini H4, je to:
| 120-celica | Popravljena 120-celica | Popravljena 600-celica | 600-celica |